# Karl Gustaf Kristoffersson
Karl Gustaf (KG) Kristoffersson, född 15 maj 1918 i Maria Magdalena församling i Stockholm, död 10 december 2011 i Högalids församling i Stockholm, var en svensk fotograf.

## Fotograferande
Kristoffersson började som obetald fotografelev hos fotograf Staffan Kronberg på Gumaelius reklambyrå i Stockholm. Därefter arbetade han som fotograf på bildbyrån Telegrafbild 1938. 1939 startade han sitt eget företag Svenskt Bildreportage med kontor på Vasagatan nära de dåtida tidningskvarteren i Klara, Hans intresse för film och teater gjorde att han följde filminspelningar och gjorde kändisreportage för Filmjournalen och andra veckotidningar. Han var teaterfotograf för fem stockholmsteatrar. 
Finska vinterkriget bröt ut den 30 november 1939 och journalisten Barbro Alving reste till Finland i december för att rapportera. Kristoffersson och Barbro Alving reste runt i det krigshärjade Finland och besökte bland annat fronten vid det Karelska näset, Viborg och Helsingfors. Alving som krigsreporter och Kristoffersson som krigsfotograf. 
Kristofferssons blev en så kallad Se-fotograf i tidningen Se, och han fotograferade allt från händelser, till skådespelare och personligheter. 
I september 1945 var Kristoffersson i England i tre månader för att göra ett efterkrigsreportage. I Coventry dokumenterade han den sönderbombade staden. Han fotograferade bland andra skådespelaren Laurence Olivier, boxaren Olle Tandberg och nobelpristagaren Alexander Fleming.
Han fotograferade under inspelningar av svenska långfilmer. Ett exempel är Ingmar Bergmans film Musik i Mörker. Boken Regi Bergman är ett exempel där hans bilder på Ingmar Bergman publicerats.
Den amerikanska bildtidningen Life publicerade Kristofferssons bild av Haide Göransson på sitt omslag till oktobernumret 1949. För honoraret från Life köpte han spegelreflexkameran Speed Graphic och ett elektronblixtaggregat som han då var först med att använda i Sverige.  Kristoffersson medverkade med sina bilder i uppslagsverket Myggans nöjeslexikon där hans bilder illustrerade uppslagsord och personligheter. Hans bilder på popgruppen Abba publicerades i ABBA The photo book utgiven på Max Ström förlag.
Hans bildarkiv är bevarat och uppskattas innehålla en halv miljon bilder. Bildarkivet innehåller alla bilder han fotograferade från 1939 och framåt. Det förvaltas av Sjöberg bildbyrå.